# محمد أبو شنب
محمد إسماعيل أبو شنب (مواليد 25 أغسطس 1998) هو لاعب كرة قدم قطري يلعب مع نادي الشحانية كلاعب مهاجم .

## مسيرة اللاعب
لعب في نادي الغرافة ونادي لوسيل ونادي الشحانية.

## روابط خارجية
- محمد أبو شنب على موقع قاعدة بيانات كرة القدم.إي يو (الإنجليزية)
- محمد أبو شنب على موقع Soccerway.com (الإنجليزية)